# Danial Williams
Danial Williams (en tailandés: แดเนียล วิลเลียมส์, 13 de junio de 1993) es un kickboxer y artista marcial mixto australiano que actualmente compite en la categoría de peso mosca de ONE Championship. Desde el 29 de julio de 2022, está en la posición #5 del ranking de peso paja de ONE y en la posición #5 del ranking de muay thai de peso paja de ONE.

## Primeros años
Williams nació el 13 de junio de 1993, en el distrito de Phan, Provincia de Chiang Rai, Tailandia. Su padre es australiano y su madre tailandesa, cuando tenía 8 años de edad, se mudó a Australia.

## Carrera de Muay Thai y Kickboxing

### ONE Championship
Williams hizo su debut en ONE Super Series cintra el Campeón de Peso Mosca de ONE Rodtang Jitmuangnon en una pelea no-tiular en ONE on TNT 1 el 7 de abril de 2021. Williams perdió la pelea por decisión unánime. La pelea fue nombrada como la Pelea del Año de ONE Super Series por ONE Championship.
Williams estaba programado para enfrentar a Rui Botelho el 25 de marzo de 2023, en ONE Fight Night 8. Sin embargo, Williams reemplazó a Rodtang Jitmuangnon para enfrentar a Superlek Kiatmuu9 por el Campeonato Mundial de Kickboxing de Peso Mosca de Kickboxing de ONE. Perdió la pelea por KO en el tercer asalto.
Williams está programado para enfrentar a Jonathan Di Bella por el Campeonato Mundial de Kickboxing de Peso Paja de Kickboxing de ONE el 6 de octubre de 2023, en ONE Fight Night 15.

## Carrera de artes marciales mixtas

### ONE Championship
Williams enfrentó al ex-Campeón Mundial de Peso Paja de ONE Dejdamrong Sor Amnuaysirichoke en ONE: Bad Blood el 12 de febrero de 2022. Ganó la pelea por nocaut en el segundo asalto.
Williams enfrentó a Namiki Kawahara en ONE 156 el 22 de abril de 2022. Ganó la pelea por decisión unánime.
Williams enfrentó a Zelang Zhaxi en ONE 159 el 22 de julio de 2022. Ganó la pelea por nocaut en el primer asalto. Esta victoria lo hizo merecedor del premio de Actuación de la Noche.
Williams enfrentó a Jeremy Miado el 22 de octubre de 2022, en ONE on Prime Video 3. En el pesaje, Jeremy Miado pesó 127 libras, 2 libras sobre el límite. La pelea continuó en un peso pactado y Miado fue multado con una parte de su bolsa que hacía Williams. Williams perdió la pelea por TKO en el primer asalto.

## Campeonatos y logros
- ONE Championship
  - Pelea del Año 2021 de ONE Super Series vs. Rodtang Jitmuangnon[19]
  - Actuación de la Noche (Una vez) vs. Zelang Zhaxi[15]

- Caged Muay Thai
  - Campeonato de Peso Súper Gallo de CMT (Dos veces)

- World Muaythai Council
  - Campeonato Mundial de Peso Pluma de WMC

- World Kickboxing Federation
  - Campeonato Mundial de Peso Mosca de WKBF

- International Federation of Muaythai Associations
  - Copa Mundial de -60KG de Muaythai University de 2015 [20]

## Récord en Muay Thai y Kickboxing
| Récord en Muay Thai y Kickboxing                        | Récord en Muay Thai y Kickboxing | Récord en Muay Thai y Kickboxing | Récord en Muay Thai y Kickboxing                | Récord en Muay Thai y Kickboxing | Récord en Muay Thai y Kickboxing | Récord en Muay Thai y Kickboxing | Récord en Muay Thai y Kickboxing |
| ------------------------------------------------------- | -------------------------------- | -------------------------------- | ----------------------------------------------- | -------------------------------- | -------------------------------- | -------------------------------- | -------------------------------- |
| 24 Victorias, 9 Derrotas                                |                                  |                                  |                                                 |                                  |                                  |                                  |                                  |
| Fecha                                                   | Resultado                        | Oponente                         | Evento                                          | Localización                     | Método                           | Ronda                            | Tiempo                           |
| 06-10-2023                                              |                                  | Jonathan Di Bella                | ONE Fight Night 15                              | Bangkok, Tailandia               |                                  |                                  |                                  |
| Por el Campeonato de Kickboxing de Peso Paja de ONE.    |                                  |                                  |                                                 |                                  |                                  |                                  |                                  |
| 24-03-2023                                              | Derrota                          | Superlek Kiatmuu9                | ONE Fight Night 8                               | Kallang, Singapur                | KO (Golpes)                      | 3                                | 1:55                             |
| Por el Campeonato de Kickboxing de Peso Mosca de ONE.   |                                  |                                  |                                                 |                                  |                                  |                                  |                                  |
| 07-04-2021                                              | Derrota                          | Rodtang Jitmuangnon              | ONE on TNT 1                                    | Kallang, Singapur                | Decisión (Unánime)               | 3                                | 3:00                             |
| 2016-05-13                                              | Victoria                         | Super Nong                       | Road to Rebellion 6                             | Melbourne, Australia             | Decisión (Unánime)               | 5                                | 3:00                             |
| 2015-09-22                                              | Derrota                          | Charles Bongiovanni              | K-1 World GP 2015 Survival Wars                 | Tokio, Japón                     | KO (Golpes)                      | 1                                | 2:20                             |
| 2015-06-06                                              | Victoria                         | Saksit Tor.Piamsabpetriew        | Domination 15                                   | Perth, Australia                 | Decisión                         | 5                                | 3:00                             |
| Ganó el título mundial de 122 libras de WMC.            |                                  |                                  |                                                 |                                  |                                  |                                  |                                  |
| 2015-04-19                                              | Derrota                          | Shota Takiya                     | K-1 World GP 2015 -55kg Championship Tournament | Tokio, Japón                     | Decisión (Mayoritaria)           | 3                                | 3:00                             |
| Cuartos de final del GP de -56kg de K-1 de 2015.        |                                  |                                  |                                                 |                                  |                                  |                                  |                                  |
| 2014-12-06                                              | Victoria                         | Andy Howson                      | Caged Muay Thai 5                               | Brisbane, Australia              | Decisión (Dividida)              | 5                                | 3:00                             |
| Retuvo el Campeonato de Peso Súper Gallo de CMT.        |                                  |                                  |                                                 |                                  |                                  |                                  |                                  |
| 2014-09-20                                              | Victoria                         | Karl Hodgers                     | Origins 6                                       | Perth, Australia                 | KO                               | 3                                | 1:48                             |
| 2013-12-                                                | Victoria                         | Bandera de Australia             |                                                 | Australia                        | KO                               |                                  |                                  |
| Ganó el título mundial de peso mosca de WKBF Muay Thai. |                                  |                                  |                                                 |                                  |                                  |                                  |                                  |
| 2013-07-20                                              | Derrota                          | Dyki                             | RISE 94                                         | Tokio, Japón                     | Decisión (Unánime)               | 3                                | 3:00                             |
| 2013-07-06                                              | Victoria                         | Aaron Leigh                      | Caged Muay Thai 3                               | Brisbane, Australia              | KO                               | 4                                | 2:47                             |
| Ganó el Campeonato de Peso Súper Gallo de CMT.          |                                  |                                  |                                                 |                                  |                                  |                                  |                                  |
| 2013-05-03                                              | Victoria                         | Liam Mcneill                     | Road to Rebellion 2                             | Melbourne, Australia             | Decisión (Dividida)              | 5                                | 3:00                             |
| 2012-04-14                                              | Victoria                         | Zac Einersen                     | Epic 5                                          | Perth, Australia                 | KO                               | 2                                | 1:58                             |
| 2012-03-03                                              | Victoria                         | Ben Brown                        | Domination 8                                    | Australia                        | Decisión                         | 5                                | 3:00                             |
| 2011-04-16                                              | Victoria                         | Jesse Caruna                     | Domination 6                                    | Australia                        | KO                               | 4                                |                                  |